# Asiatiska spelen 2002
Asiatiska spelen 2002, även kända som den XIV Asiaden, hölls i Busan i Sydkorea mellan den 29 september och 14 oktober 2002, det var de fjortonde asiatiska spelen. 44 medlemsländer i Asiens olympiska råd skickade deltagare till spelen och totalt deltog cirka 10 000 personer, varav 6 572 aktiva idrottare, 4 605 män och 1 967 kvinnor i 419 tävlingar i 38 olika sporter.
Det var andra gången spelen arrangerades i en stad som inte var huvudstad, Hiroshima var den första.
Totalt delades 1350 medaljer ut (427 guld, 421 silver och 502 brons). Av de 44 deltagande länderna tog 39 minst en medalj, och 27 minst en guldmedalj. Det land som tog flest guldmedaljer var Kina (150 stycken), följt av Sydkorea (96 stycken) och Japan (44 stycken).

## Symboler
Spelens emblem skulle vara ett uttryck för staden Busans anda, de blå vågorna formar ett taegeuk-mönster som symboliserar Busan och Korea. Emblemet symboliserade utveckling och enighet hos Asiens folk.
Busans stadsfågel fiskmåsen var förebild för spelens maskot. De tjocka svarta linjerna representerar traditionell koreansk kultur medan det vita står för en kraftfull anda och stora förhoppningar för Asien i det 21:a århundradet. Maskoten fick namnet "Duria", vilket betyder "du och jag tillsammans" på koreanska.

## Sporter
Totalt anordnades 419 tävlingar i 38 olika sporter. Bodybuilding var med på programmet för första gången och modern femkamp återkom.
| Badminton Baseboll Basket Biljard Bodybuilding Bordtennis Bowling Boxning Brottning Bågskytte Cykelsport Bana Landsväg | Fotboll Friidrott Fäktning Golf Gymnastik Artistisk Rytmisk Trampolin Handboll Judo Kabaddi Karate Kanotsport | Landhockey Modern femkamp Ridsport Rodd Rugby Segling Sepaktakraw Simsport Konstsim Simhopp Simning Vattenpolo | Skytte Softboll Squash Taekwondo Tennis Soft tennis Tennis Tyngdlyftning Volleyboll Wushu |

## Medaljfördelning

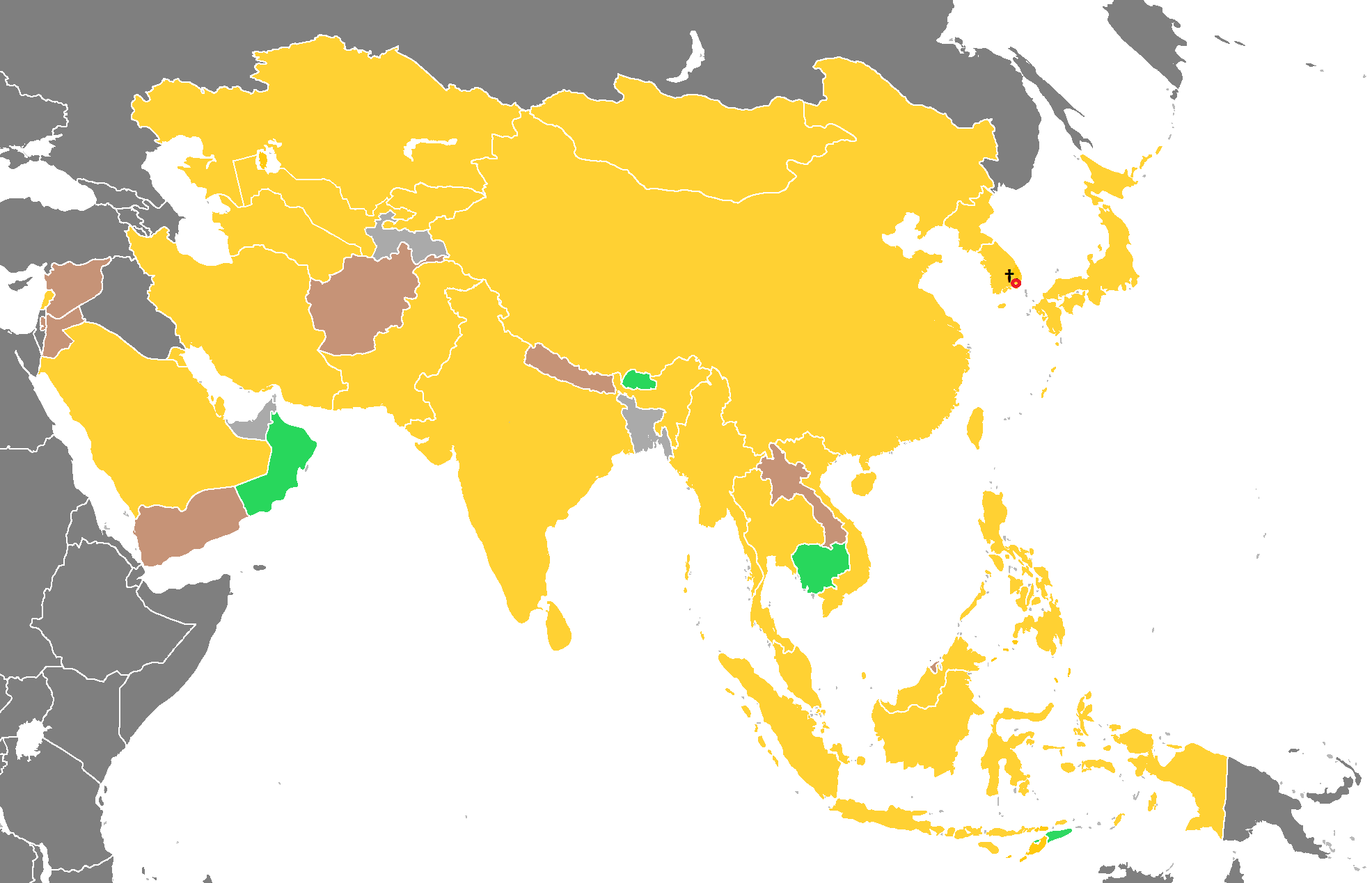
Deltagande nationer som tagit:
minst en guldmedalj
minst en silvermedalj
minst en bronsmedalj
inga medaljer

Kina dominerade tävlingarna och tog 150 guldmedaljer, följt av värdnationen Sydkorea som tog 96 och Japan med 44 guldmedaljer.
  *   Värdnation
| Pl.    | Nation                | Guld | Silver | Brons | Totalt |
| ------ | --------------------- | ---- | ------ | ----- | ------ |
| 1      | Kina                  | 150  | 84     | 74    | 308    |
| 2      | Sydkorea*             | 96   | 80     | 84    | 260    |
| 3      | Japan                 | 44   | 74     | 72    | 190    |
| 4      | Kazakstan             | 20   | 26     | 30    | 76     |
| 5      | Uzbekistan            | 15   | 12     | 24    | 51     |
| 6      | Thailand              | 14   | 19     | 10    | 43     |
| 7      | Taiwan                | 10   | 17     | 25    | 52     |
| 8      | Indien                | 10   | 12     | 13    | 35     |
| 9      | Nordkorea             | 9    | 11     | 13    | 33     |
| 10     | Iran                  | 8    | 14     | 14    | 36     |
| 11     | Saudiarabien          | 7    | 1      | 1     | 9      |
| 12     | Malaysia              | 6    | 8      | 16    | 30     |
| 13     | Singapore             | 5    | 2      | 10    | 17     |
| 14     | Indonesien            | 4    | 7      | 12    | 23     |
| 15     | Vietnam               | 4    | 7      | 7     | 18     |
| 16     | Hongkong              | 4    | 6      | 11    | 21     |
| 17     | Qatar                 | 4    | 5      | 8     | 17     |
| 18     | Filippinerna          | 3    | 7      | 16    | 26     |
| 19     | Bahrain               | 3    | 2      | 2     | 7      |
| 20     | Kirgizistan           | 2    | 4      | 6     | 12     |
| 21     | Kuwait                | 2    | 1      | 5     | 8      |
| 22     | Sri Lanka             | 2    | 1      | 3     | 6      |
| 23     | Pakistan              | 1    | 6      | 6     | 13     |
| 24     | Myanmar               | 1    | 5      | 6     | 12     |
| 25     | Turkmenistan          | 1    | 2      | 1     | 4      |
| 26     | Mongoliet             | 1    | 1      | 12    | 14     |
| 27     | Libanon               | 1    | 0      | 0     | 1      |
| 28     | Tadzjikistan          | 0    | 2      | 4     | 6      |
| 29     | Macao                 | 0    | 2      | 2     | 4      |
| 30     | Förenade arabemiraten | 0    | 2      | 1     | 3      |
| 31     | Bangladesh            | 0    | 1      | 0     | 1      |
| 32     | Nepal                 | 0    | 0      | 3     | 3      |
| 32     | Syrien                | 0    | 0      | 3     | 3      |
| 34     | Jordanien             | 0    | 0      | 2     | 2      |
| 34     | Laos                  | 0    | 0      | 2     | 2      |
| 36     | Afghanistan           | 0    | 0      | 1     | 1      |
| 36     | Brunei                | 0    | 0      | 1     | 1      |
| 36     | Palestina             | 0    | 0      | 1     | 1      |
| 36     | Jemen                 | 0    | 0      | 1     | 1      |
| Totalt | Totalt                | 427  | 421    | 502   | 1350   |